# Decitabin
Decitabin ist ein synthetisches Nukleosid. Das Molekül setzt sich aus β-D-Desoxyribose (Zuckerkomponente) und einem substituierten Triazin zusammen. Es ist ein chemisches Analogon des Nukleosids Desoxycytidin. Decitabin wirkt als Zytostatikum, indem es die DNA-Methyltransferase hemmt.

## Eigenschaften
Das 5-Aza-2'-desoxycytidin unterscheidet sich chemisch vom Desoxycytidin, indem in der 5-Position eine C-H-Einheit formal durch ein Stickstoffatom ersetzt wird. Aus dem Pyrimidingrundgerüst wird somit ein 1,3,5-Triazingrundgerüst. Das Analogon mit Ribose ist das Azacitidin.
|                   |           |                      |
| Desoxycytidin, dC | Decitabin | 5-Azacytidin, 5-azaC |

## Wirkungsmechanismus
Decitabin weist einen zu 5-Azacytidin vergleichbaren Wirkmechanismus auf: während der Replikation wird es in die DNA und während der Transkription in die RNA eingebaut. Dadurch werden DNA-Methyltransferasen bzw. RNA-Methyltransferasen gehemmt. Die verminderte Methylierung (Hypomethylierung) bewirkt eine Reaktivierung von Tumorsuppressor-Genen. Dadurch kann es zu einer Induktion der Zelldifferenzierung oder der Zellseneszenz kommen, gefolgt von programmiertem Zelltod (Apoptose).

## Therapeutische Verwendung
Decitabin wurde 2006 durch die US-amerikanische FDA als Orphan-Arzneimittel zur Therapie des Myelodysplastischen Syndroms (MDS) zugelassen. Im September 2012 folgte in der EU die Zulassung zur Behandlung von Erwachsenen über 65 Jahren, die an akuter myeloischer Leukämie (AML) erkrankt sind.
In einer bundesweiten klinischen Studie mit über 220 Patienten, die in den Jahren zwischen 2003 und 2009 durchgeführt wurde, wurde der Einsatz von niedrig dosiertem Decitabin für die Therapie von älteren AML-Patienten untersucht. In einer weiteren Studie wurde untersucht, wie Decitabin in der Kombination mit Valproinsäure beziehungsweise dem Vitamin-A-Abkömmling Tretinoin (ATRA) im Hinblick auf eine komplette oder zumindest teilweise Remission und auf das Überleben der Patienten wirkt. Es wurde ein signifikanter Überlebensvorteil in der Kombination mit ATRA nachgewiesen (8,2 Monate vs 5,1 Monate bei Decitabin alleine).
Im September 2023 ließ die europäische Kommission die fixe Kombination von Decitabin mit Cedazuridin zur Behandlung von Erwachsenen mit neu diagnostizierter akuter myeloischer Leukämie (AML) zu, die für eine Standard-Induktionschemotherapie nicht in Frage kommen.

## Frühe Nutzenbewertung
Seit 2011 müssen sich neu zugelassene Medikamente mit neuen Wirkstoffen aufgrund § 35a SGB V (AMNOG) einer „frühen Nutzenbewertung“ durch den Gemeinsamen Bundesausschuss (G-BA) unterziehen, wenn der pharmazeutische Hersteller einen höheren Verkaufspreis als nur den Festbetrag erzielen möchte. Nur wenn ein Zusatznutzen besteht, kann der Arzneimittelhersteller mit dem Spitzenverband der gesetzlichen Krankenkassen (GKV Spitzenverband) einen Preis aushandeln. Dies gilt auch für Decitabin. Eine Beschlussfassung hinsichtlich des „Zusatznutzens“ von Decitabin durch den G-BA fand Ende April 2013 statt. Laut G-BA wurde ein geringer Zusatznutzen festgestellt.

## Handelspräparate
Janssen-Cilag: Dacogen (EU)